# غوردي بيل
غوردي بيل هو لاعب هوكي جليد كندي، ولد في 13 مارس 1925 في بورتاج لابريري في كندا، وتوفي في 3 نوفمبر 1985.

## وصلات خارجية
- غوردي بيل على موقع دوري الهوكي الوطني (الإنجليزية)
- غوردي بيل على موقع قاعة مشاهير الهوكي (لاعب أن.إتش.أل) (الإنجليزية)
- غوردي بيل على موقع EliteProspects.com (الإنجليزية)
- غوردي بيل على موقع HockeyDB.com (الإنجليزية)
- غوردي بيل على موقع Hockey-Reference.com (الإنجليزية)